# Georges-Eugène-Alphonse Cartier
Georges-Eugène-Alphonse Cartier, francoski general, * 1877, † 1960.